# Neoleptoneta bullis
Neoleptoneta bullis är en spindelart som beskrevs av James Cokendolpher 2004. Neoleptoneta bullis ingår i släktet Neoleptoneta och familjen Leptonetidae. Inga underarter finns listade i Catalogue of Life.